# خاطرات (فیلم ۱۹۶۴)
خاطرات (به هندی: Yaadein) فیلمی محصول سال ۱۹۶۴ و به کارگردانی سونیل دات است. در این فیلم بازیگرانی همچون سونیل دات، نرگس دات ایفای نقش کرده‌اند.